# Göteborgs domprosteris södra kontrakt
Göteborgs domprosteris södra kontrakt var ett kontrakt i Göteborgs stift inom Svenska kyrkan. Kontraktet upphörde 30 mars 1950.

## Administrativ historik
Kontraktet bildades 1832 efter att tidigare funnits före 1764 medan församlingarna i tiden emellan ingått i Göteborgs domprosteri. 
I kontraktet hade före 1950 funnits
- Göteborgs Amiralitetsvarvsförsamling som 1820 uppgick i Förenade Kustförsamlingen, från 1828 benämnd Carl Johans församling
- Mariebergs församling som 1820 uppgick i Förenade Kustförsamlingen, från 1828 benämnd Carl Johans församling
- Nya Varvets församling som 1931 uppgick i Carl Johans församling
- Nya Älvsborgs slottsförsamling som 1871 uppgick i Lundby församling
- Göteborgs fattighusförsamling och Hospitalsförsamlingen som upphörde 1883/1885
- Garnisons- eller Kronhusförsamlingen som upphörde 1927

När kontraktet upphörde 1950 övergick församlingarna i 
Domprosteriet med 
- Domkyrkoförsamlingen i Göteborg
- Göteborgs Kristine församling
- Tyska Kristine församling (icke-territoriell församling)
- Göteborgs Vasa församling
- Göteborgs Johannebergs församling
- Göteborgs Haga församling
- Lundby församling
- Tuve församling som troligen 1927 överfördes till Älvsyssels södra kontrakt

Göteborgs västra kontrakt med 
- Göteborgs Carl Johans församling
- Västra Frölunda församling
- Askims församling
- Styrsö församling
- Göteborgs Annedals församling
- Göteborgs Masthuggs församling
- Göteborgs Oscar Fredriks församling

Göteborgs östra kontrakt med 
- Gamlestads församling
- Örgryte församling
- Landvetters församling
- Härryda församling
- Partille församling
- Mölndals församling före 1922 benämnd Fässbergs församling
- Kållereds församling
- Råda församling